# Indosmodicinus bengalensis
Indosmodicinus bengalensis Sen, Saha & Raychaudhuri, 2010 è un ragno appartenente alla famiglia Thomisidae.
È l'unica specie nota del genere Indosmodicinus.

## Distribuzione
L'unica specie oggi nota di questo genere è stata rinvenuta in India e in Cina

## Tassonomia
Dal 2011 non sono stati esaminati altri esemplari, né sono state descritte sottospecie al 2014.